# Michael Craze
Michael Craze (* 29. November 1942 in Newquay, Vereinigtes Königreich; † 8. Dezember 1998 in Surrey, Vereinigtes Königreich) war ein britischer Schauspieler.

## Leben und Karriere
Michael Craze begann im Alter von 12 Jahren in West End Musicals aufzutreten. Darunter waren The King and I, Plain and Fancy und Damn Yankees. Nach seiner Schulausbildung blieb er beim Theater, erhielt aber beinahe zeitgleich bereits seine erste Fernsehrolle in einer Show namens Family Solicitor (1958). In den frühen 1960er Jahren war er in den britischen Filmen Spare the Rod und Two Left Feet zu sehen.
Von 1966 bis 1967 verkörperte er in seiner bekanntesten Rolle den Who-Companion Ben Jackson in 37 Folgen der Science-Fiction-Kultserie Doctor Who. Ben begleitete sowohl den ersten (William Hartnell) als auch den zweiten Doktor (Patrick Troughton). Nach Doctor Who folgten weitere Auftritte in Film und Fernsehen, so zum Beispiel in Dixon of Dock Green, Gideon's Way, No Hiding Place, Z–Cars und Journey to the Unknown. Als Len Harvey gelangte er mit der Seifenoper Crossroads erneut zu größerer Bekanntheit, stieg allerdings bereits nach 21 Folgen wieder aus und zog sich weitgehend aus der Schauspielerei zurück. Später gründete er das Produktionsunternehmen Mantic Films. Die Firma produzierte den Kurzfilm Fragment, der auf dem Commonwealth Film Festival gezeigt und dort ausgezeichnet wurde. 1974 führte Craze einen Pub in Shepperton bei London. Gelegentlich nahm er in späteren Jahren auch wieder Schauspieljobs an, so war er noch 1994 im Film Frankenstein von Kenneth Branagh zu sehen.
Am Set der Doctor Who Episode The Tenth Planet traf Craze auf die aufstrebende Produzentin Edwina Verna, die dort als Produktionsassistentin tätig war. Das Paar heiratete drei Jahre darauf, sie haben einen gemeinsamen Sohn, Ben Craze. Am 7. Dezember 1998 verstarb Michael Craze im Alter von 56 Jahren an einem Herzinfarkt. Sein Leichnam wurde eingeäschert, die Zeremonie begleitet von hunderten Whovians und der Doctor-Who-Titelmelodie.

## Filmografie (Auswahl)
- 1958: Armchair Theatre (Fernsehserie, 1 Folge)
- 1960: Target Luna (Fernsehserie, 6 Folgen)
- 1961: Versuchung auf der Schulbank
- 1963: Two Left Feet
- 1966–1967: Doctor Who (Fernsehserie, 37 Folgen)
- 1967: Sat'day While Sunday (Fernsehserie, 2 Folgen)
- 1970: Ivanhoe (Fernsehserie, 3 Folgen)
- 1972: Der Tote, der nicht sterben wollte
- 1976: Sklavin des Satans
- 1978: Killing House (Terror)
- 1994: Der Wunderheiler